# Кеттиг
Кеттиг (нем. Kettig) — община в Германии, в земле Рейнланд-Пфальц. 
Входит в состав района Майен-Кобленц. Подчиняется управлению Вайссентурм.  Население составляет 3285 человек (на 31 декабря 2010 года). Занимает площадь 7,78 км².